# Carabus clathratus
Carabus clathratus là một loài bọ cánh cứng phân bố rộng khắp miền Cổ bắc. Nó được tìm thấy ở châu Âu và châu Á phía bắc đến Vòng cực. Nó được tìm thấy chủ yếu ở Trung Âu và Đông Âu. Nó sống ở những vùng ẩm ướt như đầm lầy, bãi lầy, đồng lầy và đầm lầy nước mặn.

## Hình ảnh

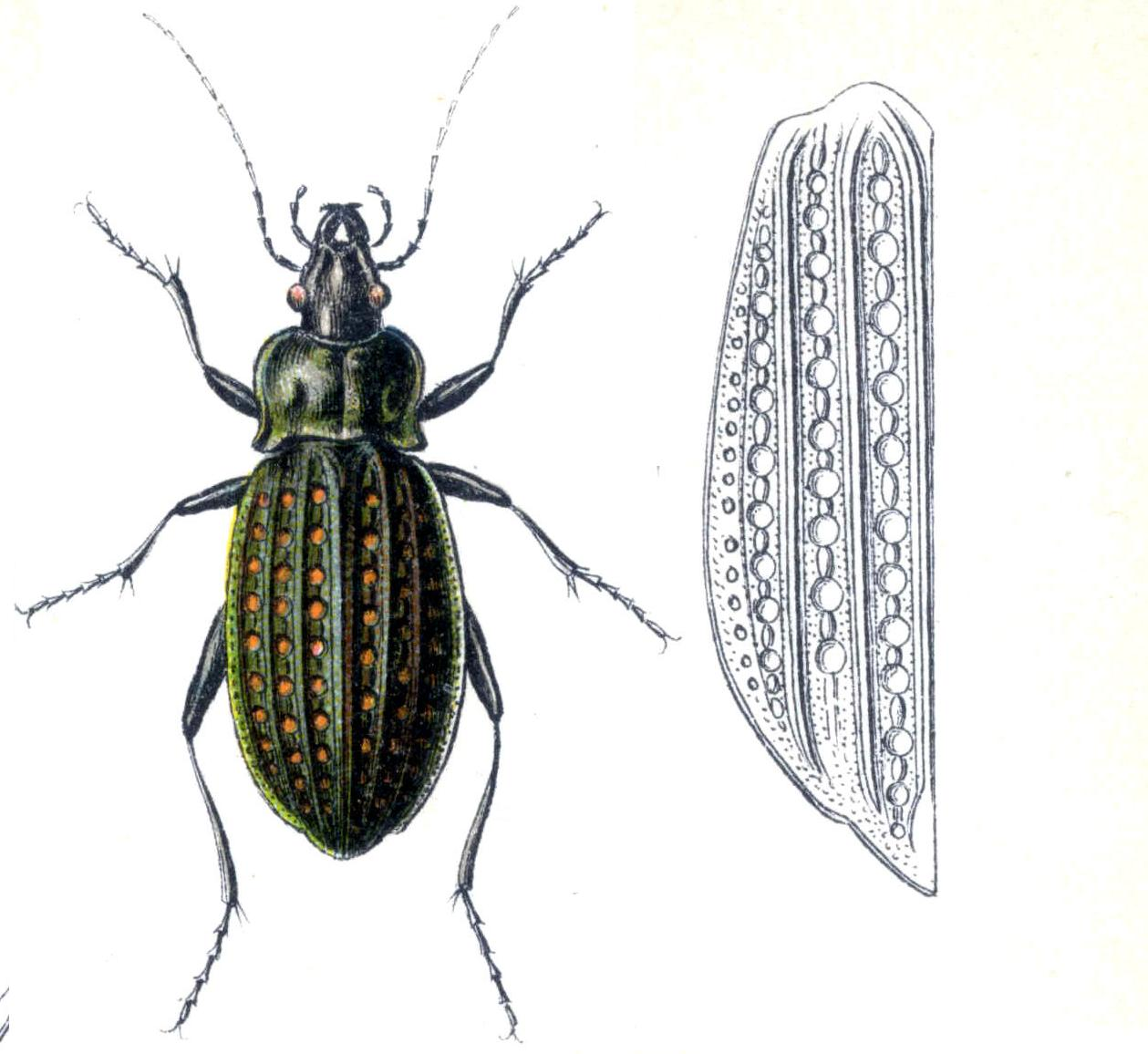
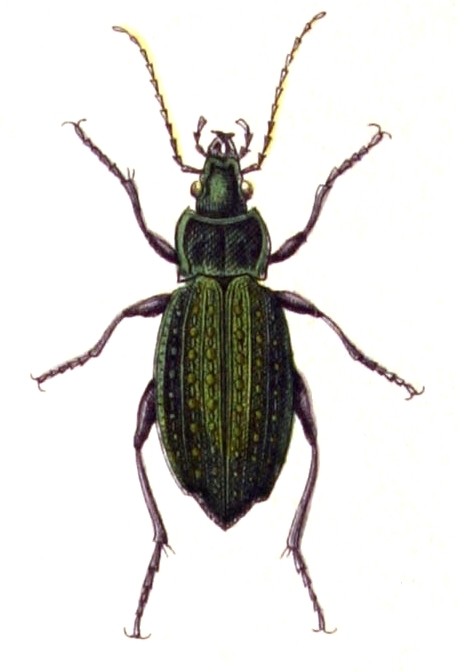
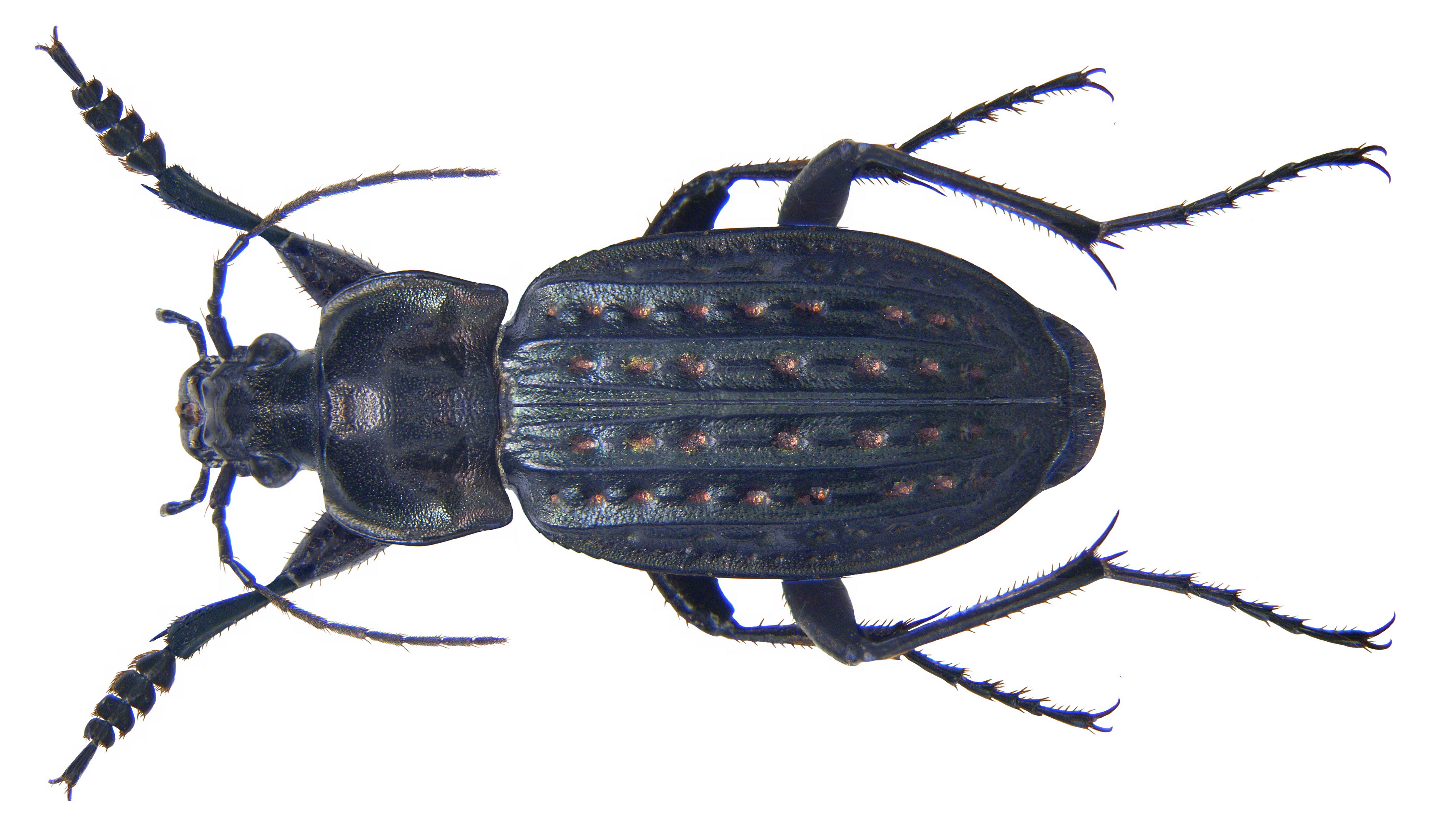
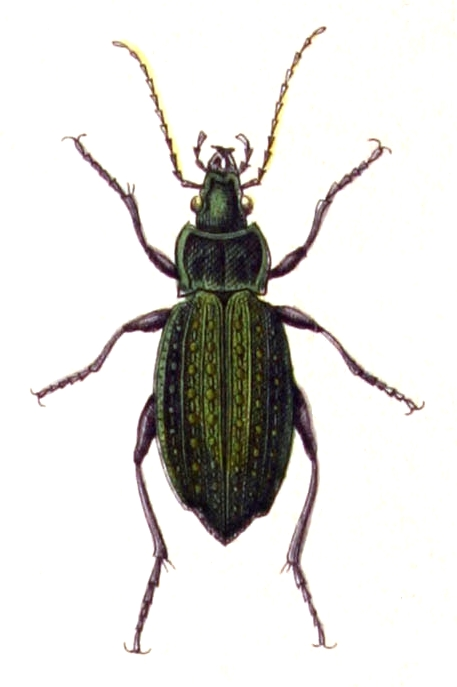